# علیرضا اسدی
علیرضا اسدی (زاده ۱۳۴۱) بازیکن سابق فوتبال، پزشک و مدیر ورزشی اهل ایران و دبیرکل پیشین فدراسیون فوتبال ایران است که در حال حاضر به عنوان مدیر آکادمی باشگاه استقلال فعالیت میکند.

## تحصیلات
وی که متولد ۱۳۴۱ در تهران است و تحصیلات خود را با اخذ ديپلم در رشته تجربی در سال ۱۳۶۱ به پایان رساند و پس از آن در رشته تربیت بدنی دانشگاه تهران مشغول به تحصیل شد و پس از اتمام آن در رشته پزشکی دکترای خود را از دانشگاه علوم پزشکی تهران اخذ کرد.

## پیشینهٔ اجرایی
* معاونت ستاد اعزام مجروحان به خارج از کشور بنیاد شهید
- ریاست بنیاد شهید انقلاب اسلامی شعبه لندن
- رئیس ستاد جانبازان تهران
- معاونت بازرسی و پیگیری  بنیاد شهید
- ریاست خانه جانبازان  بنیاد شهید در کلن آلمان
- قائم مقام بیمارستان شهید باهنر
- ریاست کل شبکه بهداشت و درمان شمیرانات
- مشاور عالی پزشکی مدیر کل بانک مرکزی
- سرپرست معاونت علوم پزشکی دانشگاه آزاد اسلامی
- عضو شورای عالی نظارت و ارزیابی دانشگاه آزاد اسلامی
- عضو شورای سیاست گذاری معاونت علوم پزشکی دانشگاه آزاد اسلامی
- عضو شورای گسترش آموزشی معاونت علوم پزشکی دانشگاه آزاد اسلامی
- رئیس گروه تخصصی پیشگیری و مبارزه با بیماریهای دانشگاه علوم پزشکی شهید بهشتی
- عضو هیئت مدیره شرکت شیمی دارو(شستا)
- سرپرست فدراسیون پزشکی و ورزشی کشور
- مشاور معاونت علوم پزشکی دانشگاه آزاد اسلامی
- پزشک تیم ملی فوتبال امید ایران
- مدیر کل تربیت بدنی وزارت بهداشت
- عضو کمیته فنی و رئیس کمیته پزشکی و انضباطی باشگاه راه‌آهن
- مدیر تیم ملی فوتبال ایران در مسابقات آسیایی قطر
- مدیر سازمان فوتبال باشگاه راه‌آهن
- مشاور عالی معاونت قهرمانی سازمان تربیت بدنی و رئیس کمیته سیاست گذاری فوتبال
- مشاور رئیس و مدیرکل تربیت بدنی دانشگاه آزاد اسلامی
- مشاور هیئت رئیسه فراکسیون ورزشی مجلس شورای اسلامی
- نایب رئیس فدراسیون ورزش های دانشجویی کشور
- دبیرکل فدراسیون فوتبال ایران[۳]
- مشاور عالی فدراسیون فوتبال ایران[۴]
- مدیرعامل باشگاه فوتبال تراکتور
- مدیرعامل باشگاه فوتبال نساجی مازندران
- عضو هیئت مدیره باشگاه فوتبال نساجی مازندران
- مدیرعامل باشگاه فوتبال هوادار تهران
- عضو هیئت مدیره باشگاه فوتبال استقلال
- مدیر آکادمی باشگاه فوتبال استقلال

## سابقه ورزشی
وی فعالیت‌های ورزشی را از رشته شنا و قهرمانی در رده نوجوانان آموزشگاه‌های ایران در سال ۱۳۵۳ آغاز کرد، سپس به عضویت در تیم منتخب بسکتبال آموزشگاه‌های تهران در سال ۱۳۵۶ در آمد، وی از سال ۵۷ تا ۵۹ عضو تیم فوتبال جوانان و امید راه‌آهن شد سپس در سال ۱۳۵۸ به تیم ملی فوتبال جوانان ایران دعوت شد، اسدی فوتبال را در باشگاه‌های اکباتان، راه‌آهن و همچنین در تیم بنیاد شهید به عنوان کاپیتان ادامه داد.
اسدی در سال‌های ۱۳۵۶ تا ۱۳۶۶ به تیم ملی فوتبال ایران دعوت شد و دو بازی ملی در کارنامه خود ثبت کرد.

## سابقه مدیریتی

### دبیرکل فدراسیون فوتبال ایران
وی در بهمن ماه ۱۳۹۳ به عنوان دبیرکل فدراسیون فوتبال ایران انتخاب شد.

#### اختلافات با کیروش
اختلافات کارلوس کی‌روش و علیرضا اسدی، دبیرکل فدراسیون فوتبال، از سال ۱۳۹۳ آغاز شد و به دلیل انتقادات تند و رسانه‌ای، تنش‌های زیادی ایجاد کرد. اختلافات این دو نفر از جایی شروع شد که کی‌روش، دبیر کل وقت فدراسیون را عامل اصلی ارجاع پرونده آل اشپورت معرفی کرد و به اسدی تاخت. این مساله باعث شد دو نفر در یک هفته در مجموع ۲۰ مصاحبه علیه یکدیگر انجام بدهند. اسدی اعتقاد داشت کی‌روش فقط باید سرمربی تیم ملی باشد اما اختیارات او فراتر از این حرف‌هاست و حتی به رییس فدراسیون هم دستور می‌دهد. در آن سو کی‌روش معتقد بود که اسدی قصد دارد با ایجاد مانع در مسیر تیم ملی مانع موفقیت‌های این تیم با کی‌روش شود. درگیری بین این دو نفر آنقدر بالا گرفت که کی‌روش در اعتراض به اسدی در پایان سال ۱۳۹۳ استعفا کرد اما علی کفاشیان از کی‌روش حمایت کرد و از اسدی خواست که دیگر هیچ مصاحبه‌ای علیه سرمربی پرتغالی انجام ندهد. در نهایت هم کسی که زودتر از شغلش برکنار شد علیرضا اسدی بود.

### مشاور عالی فدراسیون فوتبال
وی که دبیر سابق فدراسیون فوتبال بود، پس از برکناری از پست خود، طی حکمی توسط رئیس فدراسیون فوتبال، مهدی تاج، به عنوان مشاور عالی وی منصوب شد.

### مدیریت در باشگاه نساجی
علیرضا اسدی در تاریخ ۲۱ شهریور ۱۳۹۸ به‌عنوان مدیرعامل باشگاه فوتبال نساجی مازندران منصوب شد و پس از چندماه مدیرعاملی در ۲ بهمن ۱۳۹۸ وی از این سمت استعفا داد و ادامه فعالیتش در نساجی به عنوان رئیس هیئت مدیره بود.

### مدیرعاملی باشگاه هوادار
پس از تغییر مالکیت باشگاه فوتبال هوادار وی در تاریخ ۲۲ مهر ۱۴۰۰ به عنوان مدیرعامل و عضو هییت مدیره این باشگاه منصوب شد اما در چندماه و در مدتی کم به دلیل اختلاف هایی در سطوح مدیریتی باشگاه هوادار، مالکان باشگاه تصمیم گرفتند روی جدایی علیرضا اسدی از سمت مدیرعاملی این باشگاه به جمع بندی برسند و به این شکل او کنار گذاشته شد.

### انتخابات ریاست فدراسیون فوتبال
علیرضا اسدی که یکی از منتقدان اساسنامه فدراسیون فوتبال بود و بارها در مصاحبه ها انتقاد کرده بود در ۲۱ تیر ۱۴۰۱ در انتخابات ریاست فدراسیون فوتبال نام نویسی کرد اما مورد تایید صلاحیت قرار نگرفت.
وی همچنین بعدها ادعا کرد که انتخابات ریاست فدراسیون فوتبال مهندسی میشود.

### استقلال
وی در تاریخ ۱۹ دی ۱۴۰۳ توسط علی تاجرنیا به هیئت مدیره باشگاه فوتبال استقلال اضافه شد همچنین از تاریخ ۱۷ فروردین ۱۴۰۴ در کنار عضویت در هیئت مدیره باشگاه فوتبال استقلال به عنوان مدیر آکادمی باشگاه استقلال نیز منصوب شد.

#### فایل صوتی جنجالی
در دوران حضور در هیئت مدیره باشگاه فوتبال استقلال، فایل صوتی منتسب به اسدی در فضای مجازی منتشر شد که در آن، او با لحنی انتقادی درباره وضعیت باشگاه استقلال صحبت می‌کند و انتشار این فایل صوتی با واکنش منفی هواداران استقلال مواجه شد. بسیاری از آن‌ها اظهارات اسدی را توهین‌آمیز دانستند و خواستار برخورد با او شدند.

#### کناره گیری از هیئت مدیره
پس از انتشار این فایل صوتی و افزایش فشارها، اسدی به دلیل دو شغله بودن و مغایرت با قوانین سازمان بورس و اوراق بهادار، از عضویت در هیئت‌مدیره باشگاه استقلال کناره‌گیری کرد. با توجه به اینکه باشگاه استقلال تحت مالکیت شرکت صنایع پتروشیمی خلیج‌فارس است و این شرکت مشمول قوانین سازمان بورس می‌باشد، حضور افراد دارای حقوق دولتی در هیئت‌مدیره شرکت‌های بورسی ممنوع است. ادامه حضور اسدی می‌توانست منجر به تعلیق نماد استقلال در بازار سرمایه شود.
اما همچنان به فعالیت در آکادمی باشگاه استقلال به فعالیت ادامه داد که باز هم مورد انتقاد هواداران استقلال قرارگرفت.